# Sigurd Ågren
Karl Sigurd Ågren, född 4 januari 1912 i Stockholm, död 28 april 1979 i Huddinge församling, var en svensk kapellmästare, arrangör, musiklärare och kompositör.

## Biografi
Ågren började först spela basun i unga år men övergick sedan till piano och studerade för olika lärare. Han anställdes 1929 som kapellmästare på Radiotjänst. Där framträdde han sedan med Underhållningsorkestern i många år. Han blev senare musiklärare i Sundbyberg och fortsatte att spela på fritiden. Var även musiklärare på Källbrinksskolan i Huddinge.
Under årens lopp har gjort en mängd arrangemang och medverkat på omkring 300 grammofoninspelningar. Bland hans kompositioner kan nämnas: Klarinettpolka och Glada kamrater.
Ågren omnämns i Povel Ramels Birth of the gammeldans från revyn På avigan (1966): Där på en liten kulle skymtar ett kapell: Sigurd Ågrens kapell!
Han är begravd på Tomtberga kyrkogård i Huddinge kommun.